# Abemaciklib
Abemaciclib, pod zaščitenim imenom Verzenios (v Evropski uniji), Verzenio in drugimi, je učinkovina za zdravljenje določenih vrst zgodnjega in napredovalega ali razsejanega raka dojke.  Razvilo ga je farmacevtsko podjetje Eli Lilly. Deluje kot zaviralec od ciklina odvisne kinaze, in sicer selektivno zavira CDK4 in CDK6.
Ameriški Urad za prehrano in zdravila je abemaciklib odobril za zdravljenje določenih vrst raka dojke 28. septembra 2017, Evropska agencija za zdravila pa 26. septembra 2018.

## Klinična uporaba
V Evropski uniji je abemaciklib odobren za:
- adjuvantno zdravljenje zgodnjega na hormonske receptorje pozitivnega in na receptorje humanega epidermalnega rastnega faktorja 2 (HER2) negativnega raka dojke s pozitivnimi bezgavkami, pri katerih obstaja veliko tveganje za ponovitev (v kombinaciji z endokrinim zdravljenjem);
- zdravljenje napredovalega ali razsejanega na hormonske receptorje pozitivnega in na receptorje humanega epidermalnega rastnega faktorja 2 (HER2) negativnega rak dojke (v kombinaciji z zaviralcem aromataze ali s fulvestrantom kot začetnim endokrinim zdravljenjem ali pri ženskah, ki so prejele predhodno endokrino zdravljenje).

Pri ženskah v pred- ali perimenopavzi je treba endokrino zdravljenje z zaviralcem aromataze kombinirati z agonistom gonadoliberina (LHRH).

## Neželeni učinki
Pogost neželeni učinek pri zdravljenju z abemaciklibom je driska; v kliničnih preskušanjih se je pojavila  pri do 82 % bolnic, zdravljenih z abemaciklibom. Navadno se pojavi zgodaj po začetku zdravljenja, povečini že v prvem ciklu zdravljenja. Večinoma je blaga in traja 6–12 dni. Dobro je obvladljiva z zdravili proti driski, kot je loperamid; uporaba probiotikov ali aktivnega oglja pa pri tej obliki driske ni učinkovita. Lahko je potrebna prilagoditev odmerka. Po 4. ciklusu je v blagi obliki prisotna le še pri desetini bolnic, v težji obliki pa pri 1 % bolnic.
Drugi neželeni učinki, ki se pojavljajo pri več kot 20 % bolnic oziroma bolnikov, so slabost in bruhanje; levkopenija (zmanjšano število belih krvničk), vključno z nevtropenijo; slabokrvnost (zmanjšano število rdečih krvničk); trombocitopenija (zmanjšano število krvnih ploščic); bolečina v trebuhu, okužbe; utrujenost; zmanjšan tek in glavobol.

## Mehanizem delovanja
Abemaciklib je selektivni zaviralec od ciklina odvisnih kinaz 4 in 6 (CDK4 in CDK6), ki sta ključna encima pri uravnavanju rasti in delitve celic. Pri nekaterih vrstah raka, vključno s HR-pozitivnim rakom dojk, je dejavnost encimov CDK4 in CDK6 povečana, zato se rakave celice lažje nenadzorovano razmnožujejo. Abemaciklib z zaviranjem encimov CDK4 in CDK6 upočasni rast HR-pozitivnih celic raka dojke.